# حلزون نفیر معمولی
حلزون نفیر معمولی (نام علمی: Buccinum undatum) نام یک گونه از بلندشکم‌پایان است.